# جاي أنتوني لوكاس
جاي أنتوني لوكاس (بالإنجليزية: J. Anthony Lukas)‏ هو صحفي أمريكي، ولد في 25 أبريل 1933 في وايت بلينس في الولايات المتحدة، وتوفي في 5 يونيو 1997 في الجانب الغربي الشمالي لمنهاتن في الولايات المتحدة بسبب شنق.